# 모노럴

모노럴 다이어그램

모노럴(Monaural)은 하나의 위치에서 방출되는 것처럼 들리는 것을 의도하는 음향이다. 반댓말은 스테레오다.
모노럴 또는 모노 사운드 재생(종종 모노로 단축됨)은 마치 한 위치에서 나오는 것처럼 들리도록 의도된 사운드이다. 이는 두 개의 별도 오디오 채널을 사용하여 오른쪽과 왼쪽에 있는 두 개의 마이크에서 사운드를 재생하는 스테레오 사운드 또는 스테레오와 대조되며, 이는 음원의 방향을 감지하기 위해 두 개의 별도 스피커로 재생된다. 모노에서는 하나의 스피커만 필요하지만 여러 개의 스피커나 헤드폰을 통해 재생되는 경우 동일한 신호가 각 스피커에 공급되어 스피커 사이의 하나의 음향 공간에서 1채널 사운드 "이미지"를 인식하게 된다(단, 스피커는 적절하게 대칭적인 비판 청취 위치에 설치된다. 스테레오 녹음과 같은 모노럴 녹음은 일반적으로 녹음 콘솔의 여러 채널에 공급되는 여러 마이크를 사용하지만 각 채널은 중앙으로 "패닝"된다. 마지막 단계에서 다양한 중앙 패닝 신호 경로는 일반적으로 두 개의 동일한 트랙으로 믹싱된다. 이 트랙은 동일하기 때문에 재생할 때 사운드 스테이지의 단일 위치에서 단일 통합 신호를 나타내는 것으로 인식된다. 어떤 경우에는 멀티트랙 소스가 단일 트랙 테이프에 믹싱되어 하나의 신호가 된다. 마스터링 단계, 특히 모노 레코드 시대에는 1트랙 또는 2트랙 모노 마스터 테이프를 모노포닉 레코드 프레싱에 사용할 마스터 디스크를 생성하는 데 사용되는 1트랙 선반으로 옮겼다. 그러나 오늘날 모노럴 녹음은 일반적으로 스테레오 및 멀티 트랙 형식으로 재생되도록 마스터링되지만 중앙 패닝 모노 사운드 스테이지 특성을 유지한다.
모노럴 사운드는 대부분의 엔터테인먼트 응용 분야에서 스테레오 사운드로 대체되었지만 무선 전화 통신, 전화 네트워크 및 보청기와 함께 사용되는 오디오 유도 루프의 표준으로 남아 있다. FM 라디오 방송국은 스테레오로 방송하는 반면 대부분의 AM 라디오 방송국은 모노로 방송한다. (AM 스테레오 방송 표준이 존재하지만 이를 사용할 수 있는 AM 방송국은 거의 없다.) 몇몇 FM 방송국, 특히 토크 라디오 방송국은 표준이 제공하는 신호 강도와 대역폭에서 약간의 이점이 있기 때문에 동일한 전력의 스테레오 신호에 대해 모노럴 방송을 선택한다.

## 같이 보기
- 스테레오
- 바이노럴 레코딩